# Вила Медичи (Рим)

Вила „Медичи“ (на италиански: Villa Medici) е вила, построена през XVI век в Рим. Тя се намира на улица Viale della Trinità dei Monti на хълма Пинчо (един от седемте хълмове на Рим).

Вилата стои върху останките от античната вила на Луций Лициний Лукул. Сградата е строена от 1564 до 1574 г. от флорентинския архитект Нанни ди Бачо Биджио, а после от 1568 г. от архитекта Анибале Липи. Получава името си през 1576 г. от кардинал Фердинандо I де Медичи, който я купува по това време за своята колекция от антики. През 1633 г. там е задържан под домашен арест Галилео Галилей.

От 1803 г. във вилата се помещава Академия за изящни изкуства, която е част от Френската академия в Рим и е основана през 1666 г. от френския крал Луи XIV. Съпоставима на нея е вила „Масимо“, която е германска културна институция в Рим.
- Вила „Медичи“ откъм градината
- Вила „Медичи“ откъм градината
- Вила „Медичи“ в Рим
- Вилата и нейната градина, 1677 г.

## Уеб връзки
- Академия на Франция във Вила „Медичи“ (на английски език)